# 帕帕科查湖 (阿科班比亞區)
12°44′02″S 75°31′24″W / 12.73389°S 75.52333°W
帕帕科查湖（Papaqucha），是秘魯的湖泊，位於該國中南部萬卡韋利卡大區，由萬卡韋利卡省的阿科班比亞區負責管轄，處於瓦爾米科查湖以南。